# マイアラ・バッソ
マイアラ・バッソ（Maiara Basso、1996年1月2日 - ）は、ブラジルの女子バレーボール選手。ポジションはアウトサイドヒッター。ブラジル代表。

## 来歴
パロチナ出身。15歳のとき、何かスポーツをしたいという思いからバレーボールを始めた。

### クラブチーム
2014年、AABB Cascavelに招かれ、スーパーリーガBでプレー。2015年、ジェルダウ・ミナスに移籍し、スーパーリーガでは3位となった。2016/17シーズンは途中からCuritiba Vôleiでプレーした。2017/18シーズンはSão José dos Pinhais/AIELでプレーした。2018年、ドイツのVfB Suhl Lotto Thüringenと契約し、2018/19シーズンのブンデスリーガは9位で終えた。2019年、Vôlei  Vinhedoへ移籍し、1年間プレーした。2020/21シーズンはEC Pinheirosでプレーした。2021年6月、フランスのBéziers Volleyへ移籍が発表され、2021/22シーズンのフランスカップで3位、欧州チャンピオンズリーグに出場した。2022/23シーズンはBarueri Volleyball Clubでプレーし、スーパーリーがではチームトップの得点をあげた。2023年5月、アソシアソン・ヴォレイ・バウルでプレーすることが発表され、2023/24シーズンのスーパーリーガでは5位となり、南米クラブ選手権で銅メダルを獲得した。2024年6月、プライア・クルーベへの移籍が発表された。

### 代表チーム
アンダーカテゴリーの代表として2011年、U-17南米選手権で金メダルを獲得した。2015年、U-20世界選手権に出場し銀メダルを獲得した。2023年、シニア代表に初選出され、同年のネーションズリーグでデビュー。同年の南米選手権で金メダルを獲得し、パリ五輪予選にも出場した。

## 球歴
- オリンピック予選 - 2023年
- 南米選手権 - 2023年
- ネーションズリーグ - 2023年

## 所属クラブ
- AABB Cascavel（2014-2015年）
- ジェルダウ・ミナス（2015-2016年）
- Curitiba Vôlei（2016-2017年）
- São José dos Pinhais/AIEL（2017-2018年）
- VfB Suhl Lotto Thüringen（2018-2019年）
- Vôlei  Vinhedo（2019-2020年）
- EC Pinheiros（2020-2021年）
- Béziers Volley（2021-2022年）
- Barueri Volleyball Club（2022-2023年）
- アソシアソン・ヴォレイ・バウル（2023-2024年）
- プライア・クルーベ（2024年-）